# Iota1 Librae
Pour les articles homonymes, voir Iota Librae.
Désignations
ι1Lib A : BD-19°4047, SAO 159090

Iota1 Librae (ι1 Librae / ι1 Lib), est un système d'étoiles quadruple de la constellation zodiacale de la Balance. Sa magnitude apparente combinée est de 4,54. D'après la mesure de sa parallaxe annuelle par le satellite Hipparcos, le système est distant d'environ ∼ 380 a.l. (∼ 117 pc) de la Terre.
En raison de sa proximité avec l'écliptique, il arrive que l'étoile soit occultée par la Lune ou par les planètes. Par exemple, une occultation lunaire s'est produite le 4 avril 2012.

## Propriétés
Iota1 Librae est un système d'étoiles quadruple. La paire intérieure, désignée ι1 Librae A, est une binaire spectroscopique à raies doubles d'une période orbitale de 22,35 ans et dont l'excentricité orbitale est de 0,35. Les deux étoiles sont localisées à seulement 0,1 seconde d'arc l'une de l'autre et sont de magnitudes 5,1 et 5,5, respectivement.
L'étoile la plus brillante, ι1 Librae Aa, est classée comme une sous-géante bleu-blanc de type spectral B9 IVp Si ; le suffixe « p Si » indique qu'il s'agit par ailleurs d'une étoile Bp qui présente une surabondance en silicium dans son spectre. C'est également une variable de type α2 Canum Venaticorum dont la magnitude varie entre 4,53 et 4,56.
La composante secondaire, ι1 Librae Ab, est une autre étoile bleu-blanc de type B9.
Les deux autres étoiles du système, désignées ι1 Librae B et C, étaient, en date de 2013, localisées à une distance angulaire de 57,8 secondes d'arc et à un angle de position de 111° de ι1 Librae A. Elles forment elles-mêmes un sous-système binaire constitué de deux étoiles de onzième magnitude et qui étaient séparées l'une de l'autre de 2,1 secondes d'arc en date de 2016.